# Victor Serge
Victor Serge (roj. ime Viktor Ljvovič Kibaljčič; rusko: Виктор Львович Кибальчич), ruski revolucionar, pisatelj, anarhist, novinar, prevajalec, * 30. december 1890, Bruselj, Belgija, † 17. november 1947, Ciudad de México, Mehika. 
V zgodnjih letih je bil anarhist, med rusko revolucijo se je pridružil boljševikom, kasneje je postal kritik stalinizma. Najbolj je poznan po zapisanih spominih ruske revolucije (Spomini revolucionarja).

## Življenje
Victor Serge je bil rojen 30. decembra 1890 v Belgiji v revni družini ruskih proticarističnih migrantov. Njegov oče naj bi bil bratranec enega od atentatorjev, ki so izvršili napad na ruskega carja Aleksandra II..  Bil je ruski revolucionar in pisatelj. Njegov oče je emigriral najprej v Švico, kjer se je spoznal z Sergovo materjo, revno in poročeno poljsko plemkinjo. Par se je zaljubil in se potem pogosto selil v iskanju cenenih bivališč in dobro založenih knjižnic. Poročena Sergova mati je za sabo pustila dve hčerki. V Bruslju sta se novemu paru rodila dva sinova, vendar je Sergov brat zaradi podhranjenosti umrl v zgodnjem otroštvu. Pri njegovih 15-ih letih sta se starša razšla in živel je s svojimi prijatelji v Bruslju. Zapletel se je z bruseljskimi oblastmi, zato se je preselil v Pariz, kjer se je preživljal z učenjem ruščine in anonimnim prevajanjem ruskih novel Mihajla Arcijbaševa. Prvi članek je objavil leta 1908 pod pisateljskim imenom "Le Rétif". Takrat je bil v razmerju z anarhistko Rirette Maîtrejean. Leta 1917 je bil spuščen iz zapora in izgnan iz Francije v Španijo. Odločil se je, da bo prvič v svojem življenju odšel v Rusijo. Leta 1919 je prispel v Rusijo v zamenjavo za nekaj nasprotnikov boljševikov. Januarja se je pridružil boljševikom. Serge se je poročil z Ljubo Rusakovo in imel prvega otroka Vladimirja (1920). Ljuba je občasno delovala kot Leninova stenografinja. Kmalu je njeno šibko zdravje postala soprogova glavna skrb. Kot liberalni socialist je protesiral proti rdečemu terorju. Po številnih zapletih s Stalinom si je pridobil belgijsko vizo ter se preselil. V svojem življenju je poleg številnih političnih del napisal razne pesmi in romane. Leta 1940 je s svojim sinom in njegovo partnerico pobegnil v Mehiko. Tam je leta 1947 umrl zaradi srčnega zastoja. Njegova avtobiografija je bila objavljena leta 1951 v Parizu.

## Filozofija

### O ruski revoluciji in državljanski vojni
Prvo leto ruske revolucije predstavlja Sergejevo razlago dogodkov, ki so se zgodili v Rusiji med njegovo drugo zaporno kaznijo v Franciji. Zavrača misel, da je bila boljševiška revolucija oktobra 1917 državni udar, razlaga pa, da sta bila potrebna razpustitev ustanovne skupščine in Brest-Litovska pogodba. Poudaril je tudi vlogo Nemčije v krvavi represiji demokratično izvoljene finske revolucije in zaveznikov pri oboroževanju belega terorja, ki je napovedoval rusko državljansko vojno in stališče boljševiške vlade, da je treba ustvariti rdeči teror brez prizanašanja nasprotnikom. Serge je bil eden redkih zgodovinarjev tega obdobja, ki je bil vidno pozoren na vlogo Finske v zgodnji sovjetski zgodovini in ki je opozoril na zatrtje nemške revolucije leta 1919 kot zaključek obdobja komunistične širitve.

### O vzponu Stalina
Serge je postal glavni zgodovinar borb leve opozicije. Izjavil je, da so okrog leta 1926 nekateri opozicionisti menili, da bi Trocki lahko organiziral državni udar, saj ga je še vedno podpirala Rdeča armada. Vendar se je Trocki bal (in Serge se je strinjal), da bo takšna vojaška revolucija po francoski revoluciji ustvarila diktaturo, podobno diktaturi Napoleona Bonaparta. Serge je videl, da stranka razvija nekakšen verski občutek med številnimi izgnanimi, tako da se jim je izgon - "politična smrt" - zdelo kot izobčenje iz cerkve. Sergejeva biografija "Portrait de Staline" je bila objavljena leta 1940, a je bila v Franciji prepovedana. Njegov portret zelo človeškega Stalina v "Primeru tovariša Tulajeva" velja za realističnega.

### O stalinistični ekonomiji
Na začetku poznih dvajsetih let dvajsetega stoletja je Serge pomagal voditi kritike protistalinistične levice o zapravljivem ravnanju z viri v sovjetskem gospodarstvu, skupaj s številnimi drugimi pisci, vključno s Kristijanom Rakovskim in Levom Trockim. Sergovo pisanje vključuje veliko primerov gradnje neučinkovitih zgradb, tovarn, domov in strojev. Opozoril je, da medtem ko so bile moskovske postaje podzemne železnice arhitekturno veličastne, niso imele klopi za utrujene delavce. Kritiziral je birokrate, ki so te projekte odobrili iz politične lojalnosti, in izjavil, da ti birokrati, čeprav so trdili, da so komunisti, v resnici ne skrbijo za delavce. Tako kot mnogi drugi levi opozicionisti je tudi on opozoril, da Stalin nima avtentičnega načrta, ampak je namesto tega le napačno spreminjal pravila.

### O državnem marksizmu
Sergejeva liberalna težnja ga je prepričala, da če bi Sovjetska zveza ali katera koli država uporabila ideologijo, ne glede na to, kako znanstveno, bi jo uporabila za zatiranje svobodne misli: »Po vsem svojem razmisleku o tej temi ne dvomim v znanstveni duh marksizma niti v njegov prispevek, mešanico racionalnosti in idealizma, v zavest naše dobe. Kljub temu si ne morem pomagati, če bi kot pozitivno katastrofo obravnaval dejstvo, da bi moralo marksistično pravoslavje v veliki državi, ki je v sorodu s socialno preobrazbo, prevzeti aparat oblasti. Kakršnakoli bi lahko bila znanstvena vrednost doktrine, od trenutka, ko postane vlada, bodo državni interesi prenehali dopuščati možnost nepristranske raziskave; in njegova znanstvena varnost bo celo pripeljala do tega, da bo najprej posegla v izobraževanje, nato pa se bo z metodami vodene misli, ki je isto kot potlačena misel, izvzela iz kritike. Razmerja med napako in resničnim razumevanjem so v vsakem primeru preveč ovirana, da bi kdo domneval, da bi jih urejal z oblastjo ... Naši veliki marksisti Rusije, ki se negujejo v znanosti, ne bi dvomili o dialektičnem pojmovanju narave, ki pa ni samo hipoteza in jo je težko podpreti.«

### O Kitajski
V poznih dvajsetih letih dvajsetega stoletja, približno v času propada leve opozicije in Sergevega izgona iz stranke, je Serge veliko časa in energije porabil za pisanje o Kitajski. Kitajska je imela približno takrat poskus revolucije, vendar jo je ustavila Kominterna (Komunistična internacionala), ki je kitajske komuniste vodil v katastrofalno zavezništvo z ljudsko narodno stranko Kuomintang. Kuomintang je kmalu izdala komuniste in jih večino uničil. Čeprav Serge nikoli ni mogel obiskati Kitajske, je njegova analiza temeljila na poročilih tistih, ki so Kitajsko obiskali. Serge je ugotovil, da je Kuomintang razvil birokratsko avtoritarno strukturo, podobno sovjetski komunistični stranki in Kominterni pod Stalinom. Trdil je, da mora proletariat skleniti zavezništvo s kmetom na način, ki bo odstopil od liberalizma in nacionalizma. Pohvalil je tudi zgodnja dela, pripisana Mao Cetungu, ki takrat ni bil zelo znan. Sergejeva dela o Kitajski so vplivala na francosko intelektualno razpravo o Kitajski in tudi na kasnejše spise Trockega o Kitajski.

### O literaturi
Serge je vedno trdil, da pisatelji in umetniki potrebujejo svobodno izražanje, ne glede na njihovo politično stališče. Pri tem mnenju ga je podprl ugledni boljševik Nikolaj Ivanovič Buharin, s katerim se ni strinjal glede gospodarskih in številnih drugih vprašanj. Tudi po zavezanosti komunizmu je Serge ohranjal prijateljstva z anarhističnimi, krščanskimi in nepolitičnimi umetniki, ki jih je pogosto smatral kot boljše od umetnikov, ki jih spodbuja država. Ko ni mogel sodelovati v politiki, je Serge med svojim časom na Dunaju in med časom v zaporu pisal eseje o sovjetski umetnosti in kulturi ter analiziral prispevke številnih zgodnjih sovjetskih pisateljev in umetnikov. Nanj so vplivali tudi pogledi Trockega na sovjetsko kulturo, vendar se je nekoliko razlikoval od Trockovih pogledov na zajetno zavračanje idej o proletarski literaturi, ki je nastala pred vzponom socializma (čigar literatura bi bila 'brezrazredna'). Serge je vztrajal, da bo, ker je "prehodno obdobje" v socializem lahko dolgo, vojska svetovnega proletariata, tako kot antične vojske, imela svoje "barde", vlogo, ki jo mora sam igrati. Njegov niz romanov o pričevanju, ki kronološko zapiše tragedijo več generacij revolucionarnih militantov, so poimenovali "najbližje tistemu, kar bi lahko sovjetska literatura v dvajsetih let prejšnjega stoletja bila", če ne bi bila zatrta pod Stalinom.

## Dela
- Od Lenina do Stalina (1937)
- Rusija 20 let kasneje (1937)
- Leto 1 Ruske revolucije (1930)
- Stalinov portret (1940)